# Ozola albimacula
Ozola albimacula là một loài bướm đêm trong họ Geometridae.